# Alsazia (ex regione)
La Regione Alsazia (in francese Région Alsace, IPA [al.zas] ) era una regione amministrativa della Francia, che includeva il territorio dell'antica regione storica dell'Alsazia.
In termini di estensione era la più piccola della Francia metropolitana e la quinta più piccola considerando anche i territori d'oltremare, con una superficie di 8 280,2 km². Era al settimo posto invece per densità di popolazione, terza considerando solo la terraferma europea, con circa 224 abitanti per km² su una popolazione complessiva di circa 1 852 325 (stime al 1º gennaio 2011, ultimo censimento del 2006 1 815 488).
Era composta da due dipartimenti: il Basso Reno (67, Bas-Rhin, Unterelsass) a nord e l'Alto Reno (68, Haut-Rhin, Oberelsass) a sud. Erano inclusi nella regione 13 arrondissement, 75 cantoni e 904 comuni. Il suo capoluogo era Strasburgo.
Costituita nel 1982 assieme alle altre regioni francesi, è stata abolita il 1º gennaio 2016 per fusione con le regioni di Champagne-Ardenne e Lorena nella nuova regione del Grand Est. Tuttavia dal 1º gennaio 2021 sul medesimo territorio è stata costituita la Collettività europea di Alsazia, una regione amministrativa sui generis.

## Territorio
Con la sua superficie di soli 8280 km² era la più piccola delle regioni francesi. Il territorio della regione confinava con la Germania a nord (Renania-Palatinato) e a est (Baden-Württemberg), con la Svizzera a sud (cantoni Basilea Città, Basilea Campagna, Soletta e Giura) e con le regioni Franca Contea a sud-ovest e Lorena a ovest.

## Storia
Dopo la seconda guerra mondiale e il definitivo ritorno della regione alla Francia, i dipartimenti dell'Alto e del Basso Reno videro una prima forma di integrazione regionale sul piano amministrativo nel 1956, con la creazione di una "regione di programma" dell'Alsazia. Dal 1964 la regione fu amministrata da un prefetto, nel 1974 venne dotata, al pari delle altre regioni, di un consiglio regionale. Nel 1982 la legge Defferre istituì le regioni come enti territoriali dotati di personalità giuridica.
Dalla fine degli anni duemila iniziarono ad esservi numerosi progetti di riforma sia del complessivo assetto territoriale delle regioni francesi, sia in particolare della suddivisione amministrativa dell'Alsazia. A partire dal 2008 fu elaborato un progetto che avrebbe portato allo scioglimento dei due dipartimenti e all'assorbimento dei loro poteri da parte dell'ente regionale. La proposta fu approvata il 1º dicembre 2011 a larga maggioranza in una seduta comune tra i due consigli provinciali e il consiglio regionale. Nel successivo referendum tenutosi il 7 aprile 2013 tuttavia, anche se i favorevoli saranno il 57% degli elettori, non venne raggiunto il previsto quorum del 25% di voti a favore calcolati sul totale degli aventi diritto, mentre addirittura i voti contrari prevalsero nel dipartimento dell'Alto Reno.

### Lo scioglimento
Nel 2014 la riforma della suddivisioni amministrative tornò sotto i riflettori, ma in questo caso riguardando l'intero territorio nazionale. Nel giugno 2014 venne infatti annunciato un nuovo progetto di legge del Governo Valls I, che avrebbe ridotto le regioni della Francia metropolitana da 22 a 13. In particolare si prevedeva l'abolizione della regione alsaziana, che avrebbe dovuto essere accorpata a una nuova regione assieme a Champagne-Ardenne e Lorena. Il progetto venne accolto con forti proteste in tutta la regione: il sindaco UMP di Mulhouse lanciò una petizione online contro il progetto che in breve tempo raccolse più di 50 000 sottoscrizioni, mentre il partito regionalista Unser Land segnò "a lutto" con un nastro nero i cartelli stradali di molti centri abitati alsaziani. Numerose manifestazioni da parte dei regionalisti si svolsero a Strasburgo, Mulhouse e Colmar per tutto l'autunno e l'inverno 2014-2015, mentre una grande manifestazione da parte del centro-destra si tenne a Strasburgo l'11 ottobre e Sarkozy promise che in caso di sua elezione nelle presidenziali del 2017 avrebbe ricostituito la regione.
Il 17 dicembre 2014 tuttavia la nuova riforma venne approvata in via definitiva, e il 16 gennaio venne promulgata dal presidente Hollande. La regione dell'Alsazia venne così abolita a partire dal 1º gennaio 2016.
Nel 2018 verrà presa la decisione di ricreare un'entità politica denominata collettività europea d'Alsazia avente lo stesso territorio dell'ex regione e nata dall'accorpamento dei due dipartimenti dell'Alto e del Basso Reno. Essa riceverà inoltre alcuni poteri aggiuntivi rispetto a quelli dipartimentali, anche se la regione del Grand Est continuerà a esistere. Il nuovo ente territoriale sarà in vigore a partire dal 1º gennaio 2021.

## Politica
La regione era dotata di un Consiglio regionale eletto a suffragio universale ogni 5 anni. Le elezioni erano a doppio turno, con una distribuzione dei seggi tra le liste secondo un sistema proporzionale con premio di maggioranza e sbarramento al 5%.